# تشيكوسلوفاكيا
تشيكوسلوفاكيا (بالإنجليزية: Czechoslovakia /ˌtʃɛkoʊsloʊˈvæki.ə/؛ وباللغتين التشيكية والسلوفاكية: Československo أو Česko-Slovensko)، كانت دولة غير ساحلية تقع في أوروبا الوسطى. تأسست عام 1918 بعد إعلانها الاستقلال عن الإمبراطورية النمساوية المجرية.
في عام 1938، ونتيجة اتفاقية ميونيخ، ضُمت منطقة السوديت إلى ألمانيا النازية، كما فقدت البلاد أراضي أخرى لصالح المجر (جنوب سلوفاكيا ذات الأغلبية المجرية) وبولندا (منطقة زاولزي ذات الأغلبية البولندية).
توقفت تشيكوسلوفاكيا عن الوجود كدولة موحدة بين عامي 1939 و1945: إذ أعلنت سلوفاكيا استقلالها، وأصبحت روثينيا الكارباتية جزءًا من المجر، فيما أُنشئ محمية بوهيميا ومورافيا الألمانية في ما تبقى من الأراضي التشيكية. في عام 1939، وبعد اندلاع الحرب العالمية الثانية، شكّل الرئيس السابق إدفارد بينيش حكومة في المنفى، وسعى للاعتراف بها من قبل الحلفاء.
بعد الحرب، أُعيد تأسيس تشيكوسلوفاكيا ضمن حدودها السابقة لعام 1938، باستثناء روثينيا الكارباتية التي ضُمت إلى جمهورية أوكرانيا السوفيتية ضمن الاتحاد السوفييتي. وفي عام 1948، استولى الحزب الشيوعي على السلطة عبر انقلاب، لتصبح البلاد دولة اشتراكية ضمن الكتلة الشرقية، تتبع اقتصادًا مركزيًا مخططًا. وانضمت إلى مجلس التعاون الاقتصادي (كوميكون) عام 1949، وإلى حلف وارسو عام 1955.
شهدت البلاد في عام 1968 فترة إصلاح سياسي عُرفت باسم ربيع براغ، لكنها انتهت بتدخل عسكري من قبل الاتحاد السوفييتي ودول حلف وارسو، الذين غزوا البلاد لإجهاض الإصلاحات.
وفي عام 1989، ومع انهيار الشيوعية في أوروبا الشرقية، أطاح الشعب التشيكوسلوفاكي بالنظام الشيوعي في ثورة سلمية عُرفت باسم الثورة المخملية، والتي بدأت في 17 نوفمبر واستمرت 11 يومًا حتى استقالة قادة الحزب الشيوعي في 28 نوفمبر.
وأخيرًا، في 31 ديسمبر 1992، انقسمت البلاد سلميًا إلى دولتين مستقلتين: جمهورية التشيك وسلوفاكيا.

## التاريخ
أعلن عن قيام جمهورية تشيكوسلوفاكيا رسمياً يوم 28 أكتوبر 1918 نتيجة اتحاد خمسة مناطق مستقلة عن الإمبراطورية النمساوية المجرية وهذه المناطق هي: بوهيميا ومورافيا وأجزاء من سيليزيا (كلها في التشيك حالياً) وسلوفاكيا وروثينيا الكارباتية (في أوكرانيا حالياً) وكان أول رؤسائها توماس ماساريك وتلاه إدوارد بينيش.
احتلتها ألمانيا النازية عام 1939 وقسمتها إلى منطقتين: محمية بوهيميا ومورافيا برئاسة إميل هاخا والجمهورية السلوفاكية برئاسة يوزيف تيسو كما جعلت سيليزيا تحت إدارة بولندا، وروثينيا الكارباتية تحت إدارة المجر إلا أن تشيكوسلوفاكيا وبعد تحررها من الاحتلال النازي استرجعت جميع أراضيها باستثناء روثينيا الكارباتية التي ضمها الاتحاد السوفييتي إلى أراضيه وهي إحدى مقاطعات أوكرانيا في الوقت الحاضر.
بعد أن تمكن الجيش السوفييتي من تحريرها من الألمان عام 1945 إبان الحرب العالمية الثانية (1939 - 1945)، أصبحت تدريجياً تُكون إحدى دول الكتلة الشيوعية في أوروبا التي كان الاتحاد السوفييتي يترأسها.
على إثر انهيار الاتحاد السوفييتي عام 1991 وظهور خلافات عدة بين الدولتين، تم الاتفاق على حل الاتحاد بين جمهورية التشيك وجمهورية سلوفاكيا عام 1992 فانتهت تشيكوسلوفاكيا فعلياً من الوجود، وأُعلن قيام كل من جمهورية التشيك وجمهورية سلوفاكيا في العام التالي.
شهدت تشيكوسلوفاكيا عام 1968 ما يسمى بربيع براغ بعد أن أعلن رئيس الوزراء في ذلك الوقت ألكسندر دوبتشيك تحفظه على سياسات الاتحاد السوفييتي مما حدى بالجيش الأحمر إلى دخول براغ وقمع المظاهرات وإسقاط دوبتشيك.

## اللغة
اللغة الرسمية السائدة في تشيكوسلوفاكيا هي التشيكية، وهي لغة سلافية غربية إحدى اللغات الهندوأوروبية. تشبه إلى حد كبير السلوفاكية ثم البولندية، والصوربية لإقليم لوساتيا في ألمانيا، والأوكرانية والروسينية والروسية لإقليم زاكارباتيا في أوكرانيا، منذ انضمام التشيك إلى الاتحاد الأوروبي عام 2004 أصبحت اللغة التشيكية إحدى اللغات الرسمية للاتحاد الأوروبي ويشار إلى علم اللغة التشيكية بعلم اللغة البوهيمية نسبة إلى منطقة بوهيميا في التشيك.

## السكان
يبلغ عدد سكان جمهورية التشيك حوالي 10,3 مليون نسمة حسب إحصاءات عام 2003. التركيبة العرقية للبلاد تشكلت بشكل رئيسي بعد انتهاء الحرب العالمية الثانية وبقيت متجانسة منذ ذلك الحين: حوالي 90% من السكان هم من التشيك، والباقي من السلوفاك والغجر والمجريون والمورافيون والبولنديون والألمان والسيليزيون والأوكرانيون وسكان روسيا الاتحادية.
قبل الحرب العالمية الثانية كان هناك الملايين من الألمان المقيمين في البلاد، وقد رحل الناجون منهم إلى ألمانيا بعد انتهاء الحرب.

## معرض الصور

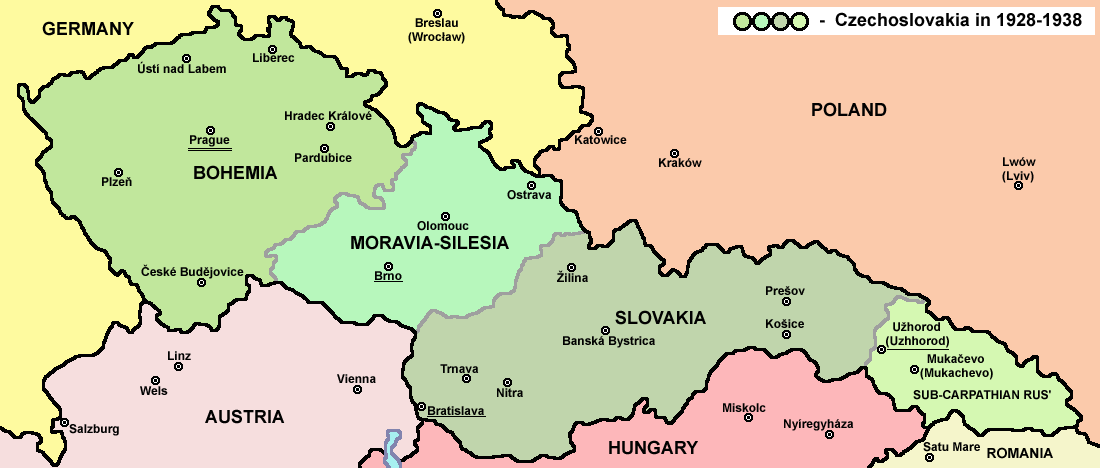
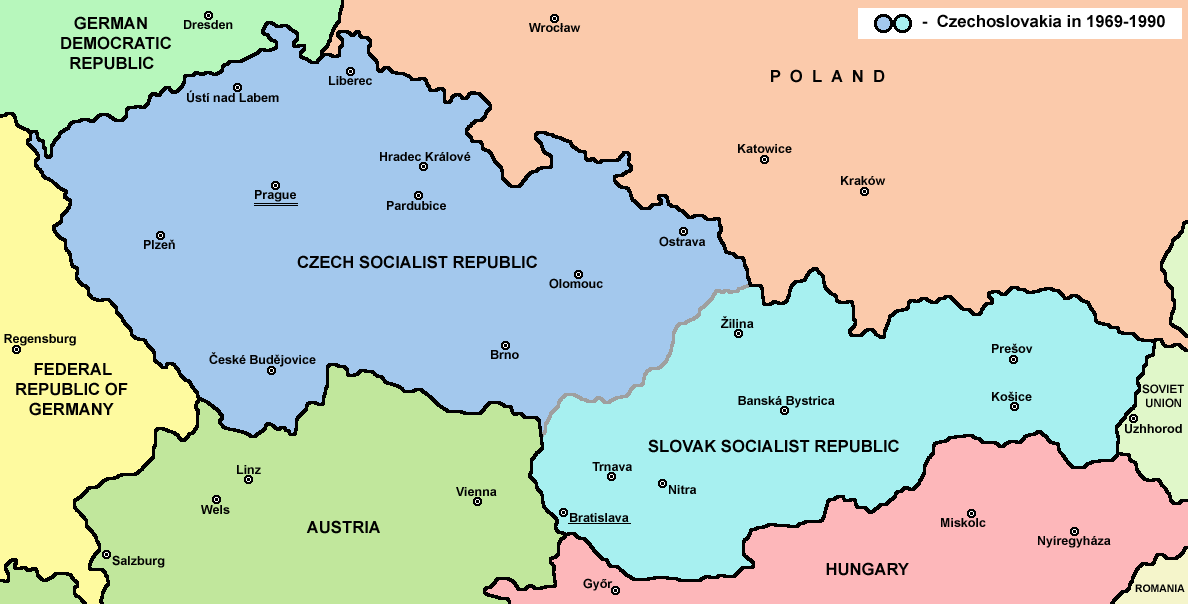